# クリパ

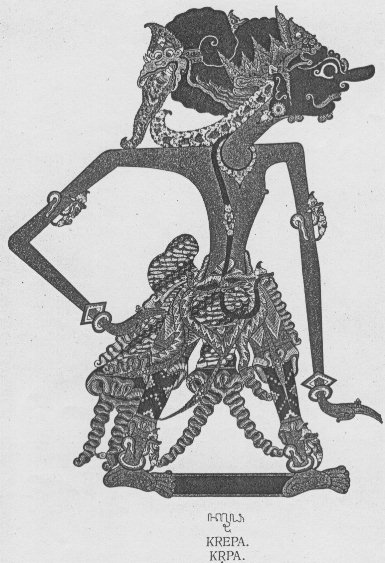
クリパ。

クリパ（Krpa）は、インドの叙事詩『マハーバーラタ』の登場人物。シャラドヴァット仙の子で、クリピーの双子の兄。シャーンタヌ王に拾われて育てられた。またクルクシェートラの戦いではカウラヴァ側として戦った。
シャラドヴァット仙はあらゆる武器の習得を目指して森の中で苦行に励んでいたが、インドラ神はこれを恐れてアプサラスのジャーラパディーを遣わし、苦行を妨害しようとした。シャラドヴァットはジャーラパディーの美しさに打たれ、知らぬ間に精液を漏らした。それは葦の茎に落ちて２つに分かれ、双子の兄妹が生まれた。シャラドヴァットは気づかずに別の場所に移って再び苦行を始めた。そこにたまたまクル王のシャーンタヌが森へ狩にやって来た。そして王の兵士が双子を発見した。兵士はバラモンの苦行の跡を見て、その双子がバラモンの子供であると考え、シャーンタヌ王に報告した。シャーンタヌは憐憫（クリパ）の情を起こし、男の子をクリパ、女の子をクリピーと名づけ、自分の子として養育した。
ちなみに『ヴィシュヌ・プラーナ』によるとクリパとクリピーは、シャラドヴァットの子のサティヤドリティとアプサラスのウルヴァシーとの間に生まれたとされる。
一方、シャラドヴァット仙は苦行によって双子のことを知り、クリパのところにやって来て、あらゆる武器と、その秘術の全てを伝授した。こうしてクリパはまたたく間に最高の兵法家となり、クルの王子たちや諸国の王族たちの師となった。ビーシュマ、ドローナ、アシュヴァッターマン、カルナ、アルジュナと同様、武器の知識と扱いに最も長けている戦士の1人である。
後にクリパはクルクシェートラの戦いにカウラヴァ側として戦い、アシュヴァッターマン、クリタヴァルマンとともにカウラヴァ側で最後まで生き残った将の１人となった。